# Tvilling (film)
 For alternative betydninger, se Tvilling (flertydig). (Se også artikler, som begynder med Tvilling)
Tvilling er en dansk film fra 2003, instrueret af Hans Fabian Wullenweber og skrevet af Janus Nabil Bakrawi, der også selv spiller hovedrollen.

## Medvirkende
- Janus Nabil Bakrawi
- Trine Dyrholm
- Lene Tiemroth
- Karen-Lise Mynster
- Asger Reher
- Stig Hoffmeyer
- Christiane Bjørg Nielsen